# Bundesautobahn 864
De Bundesautobahn 864 (kortweg: A864) is een Duitse autosnelweg, die loopt vanaf Donaueschingen naar Dreieck Bad Dürrheim waar de A864 en de A81 samenkomen. De A864 is een belangrijke verbindingsweg voor het verkeer tussen Stuttgart en Schaffhausen.
De A864 was oorspronkelijk een tracé van de geplande A86. Toen de planningen van de A86 niet door gingen, werd dit stuk apart gebouwd.
Op 6 september 1992 was er bij Dreieck Bad Dürrheim een ongeluk. Een bus met ongeveer 50 personen is toen gekanteld. Hierbij kwamen 27 mensen om het leven. 20 personen (waaronder de buschauffeur) waren zwaargewond geraakt.